# 达夫妮·西尼
达夫妮·西尼AM（1933年2月2日—2020年9月18日），婚後改姓凡科特（Fancutt），是一位已故澳洲女網球運動員，曾打進1956年溫布頓網球錦標賽雙打決賽。
1957年，她與另一位網球員特雷弗·凡科特在南非約翰尼斯堡結婚，四年後搬到布里斯本定居並開辦凡科特網球中心，至2015年才因為退休而賣出。西尼在1995年1月獲得澳洲員佐勳章，表揚她在網球運動為一名運動員，教練和管理員成就。2000年9月，她獲得澳洲運動獎章。
2020年9月18日，她與世長辭，享年87歲。

## 大滿貫決賽及冠軍

### 雙打
| 賽果 | 年份 | 賽事             | 表面 | 拍擋      | 對手                            | 比分     |
| ---- | ---- | ---------------- | ---- | --------- | ------------------------------- | -------- |
| 負   | 1956 | 溫布頓網球錦標賽 | 草地 | 费伊·马勒 | 安杰拉·巴克斯顿 奥尔西娅·吉布森 | 1–6, 6–8 |